# Shahrestān di Tiran-e Karvan
Lo shahrestān di Tiran-e Karvan (farsi شهرستان تیران و کرون) è uno dei 22 shahrestān della provincia di Esfahan, in Iran. Il capoluogo è Tiran.